# 2015-ös Giro d’Italia
A 2015-ös Giro d’Italia a 98. a verseny történetében. A Giro 2015. május 9-én San Lorenzo al Mare-ből startolt és június 1-én ér véget Milánóban. A körverseny összetettjét a spanyol Alberto Contador nyerte.

## Részvevő csapatok
198 versenyző startolt 22 csapat képviseletében:
- AG2R La Mondiale
- Androni Giocattoli
- Astana Pro Team
- Bardiani-CSF
- BMC Racing Team
- Cannondale-Garmin
- CCC-Sprandi-Polkowice
- Etixx-Quick Step
- FDJ
- IAM Cycling
- Lampre-Merida
- Lotto NL-Jumbo
- Lotto Soudal
- Movistar Team
- Nippo-Vini Fantini
- Orica-GreenEDGE
- Southeast Pro Cycling
- Team Giant–Alpecin
- Team Katusha
- Team Sky
- Tinkoff-Saxo
- Trek Factory Racing